# 濱江街180巷
濱江街180巷位於臺灣臺北市中山區及松山區交界處，是一條供雙向通行的雙線道路（巷道）；因地理位置接近松山機場，其獲暱稱「飛機巷」。此路在下穿松山機場的復興北路車行地下道通車前為大直、內湖、士林地區往臺北市中心的捷徑之一，同時因距機場西側10跑道頭極近亦成為當地人與旅客觀賞飛機起降的賞機景點。

## 地理位置和道路參數
本巷整體呈現為南北走向的雙向雙線5公尺寬道路，全長約454公尺，北接濱江街，南接民族東路及民族東路410巷。以本巷為界，東側為臺北市松山區，西側則為臺北市中山區。本巷中間段還有一條東西走向和其相接的松江路581巷，亦為到本巷賞機民眾喜歡聚集之地。
本巷周邊因受限於保證松山機場進場航線的建築限高法規，幾乎都是不到兩層樓高的汽車保養廠、小型工廠或農地、魚池等平面建物，無一般公寓和大樓；本巷南端近民族東路有道教廟宇中嶽殿，而機場端則有一資源回收場。
本巷僅近機場跑道頭一段路面採混凝土鋪面，離開機場範圍則恢復為一般標準的柏油鋪面。在復興北路下穿機場的復北地下道完工通車前，本巷可說是臺北市區往返士林、大直和內湖地區的一條捷徑。
本巷西側之農地因位於航機下滑道下方遭法規限制多年無法再開發利用，另民航局一直不願徵收且亦未能加以綠化，其地主及里長等曾向政府相關部門抗議，至今仍可在本巷及交會的松江路581巷內看到當時留下的抗議布條。

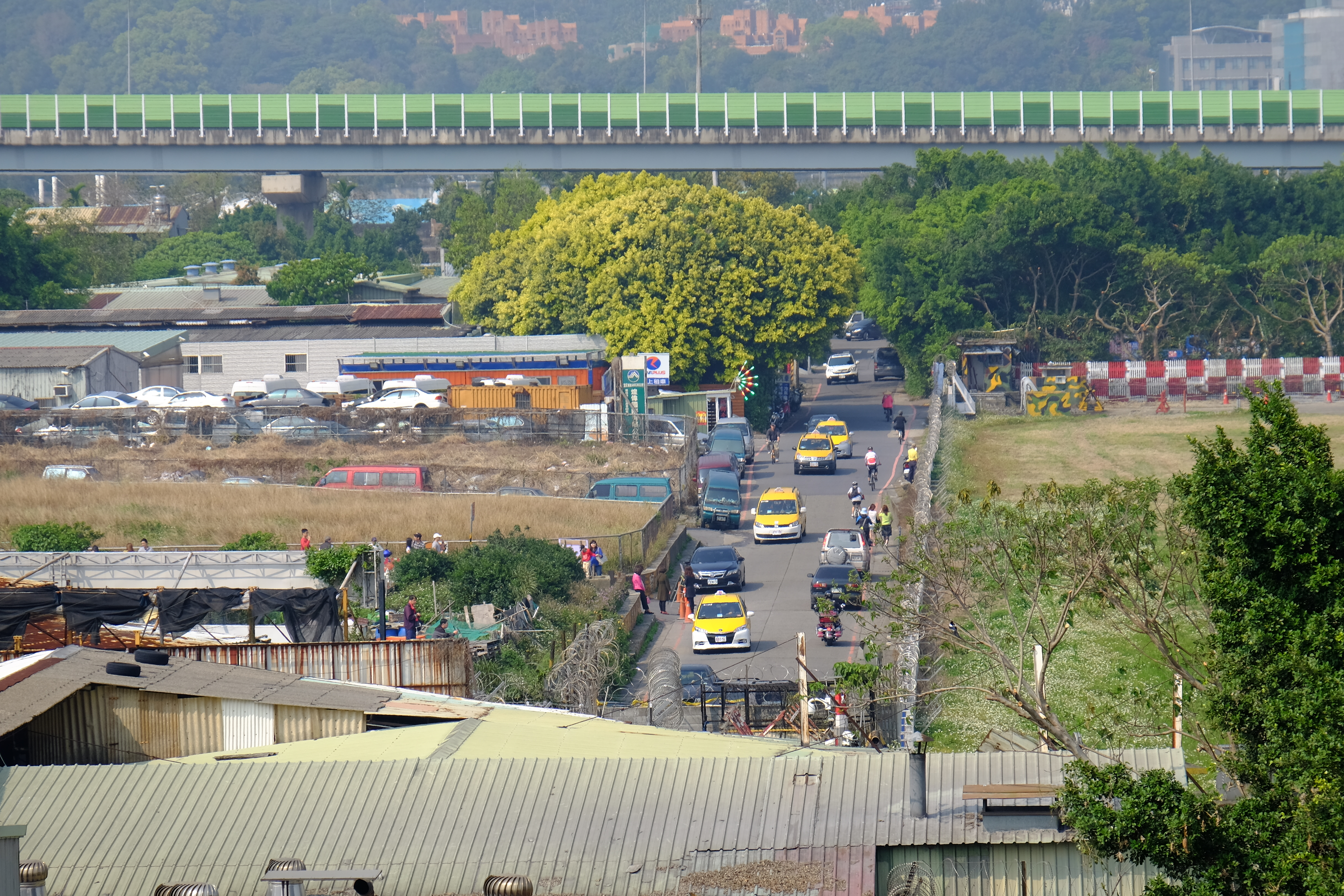
俯瞰濱江街180巷北段
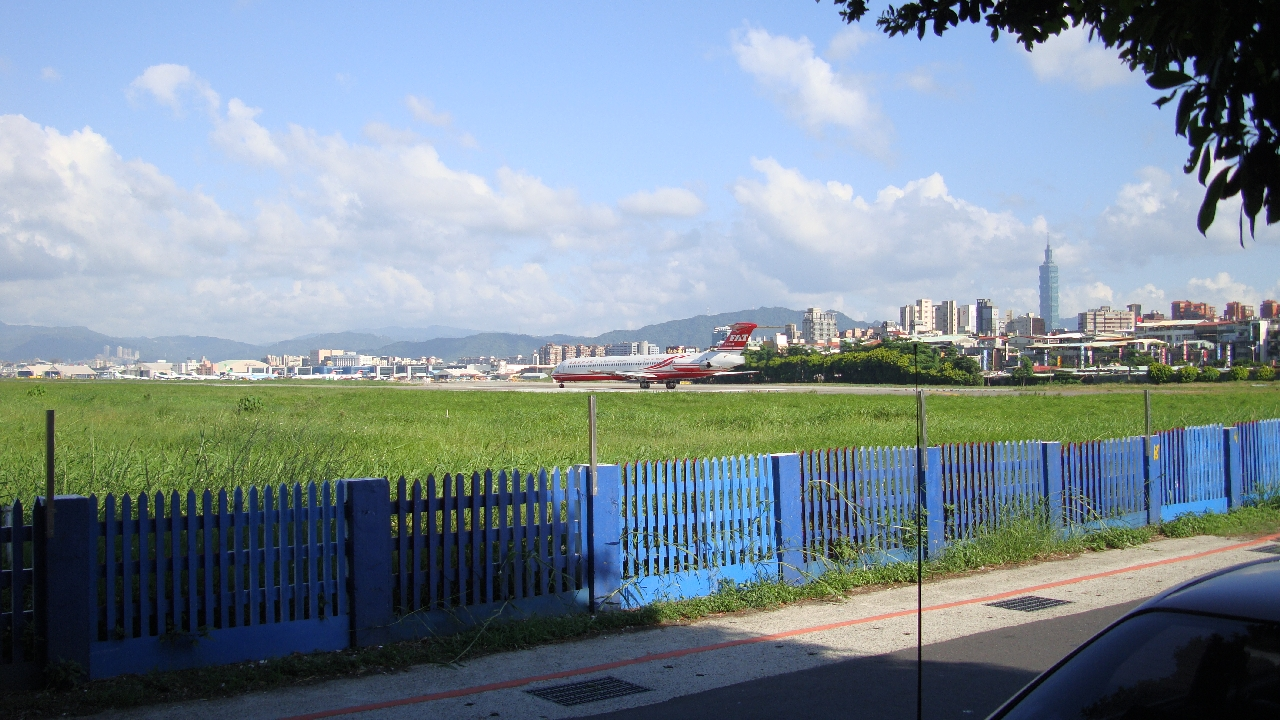
接松江路581巷之路口（機場端）
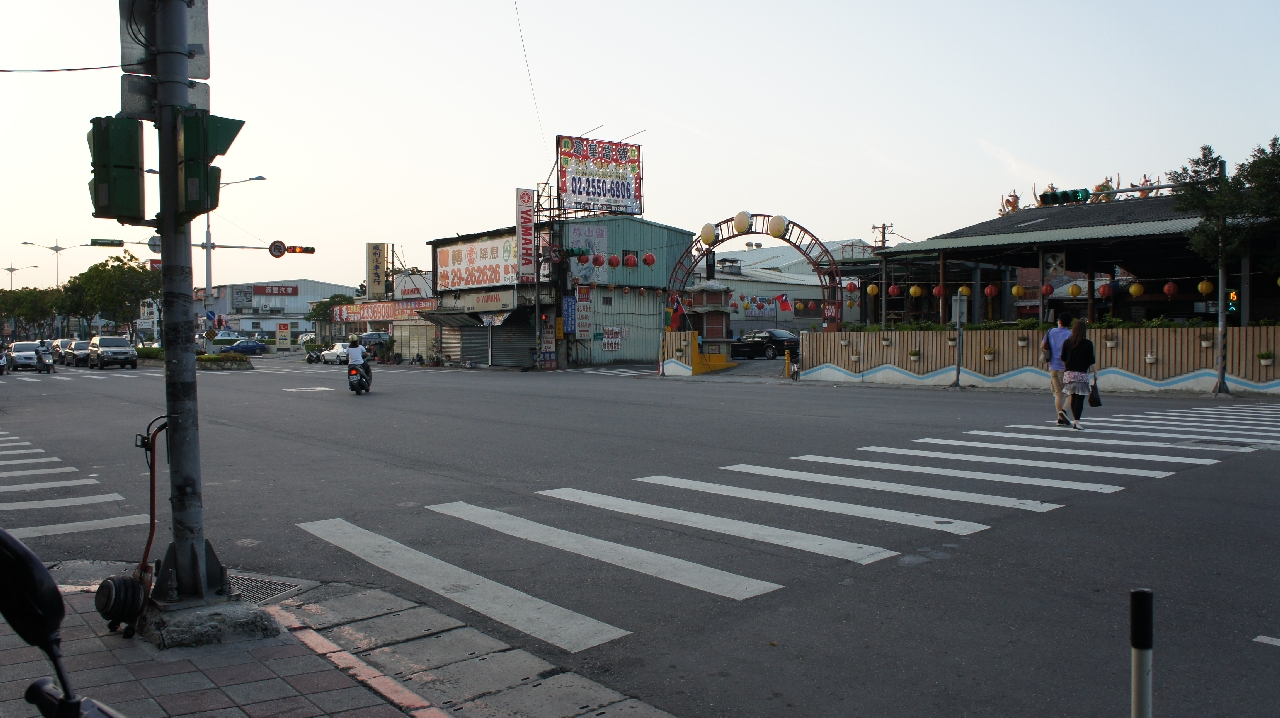
南端接民族東路之路口

## 廢止或地下化之討論和現況
復北地下道通車前，很多車輛利用本巷作為往返大直地區和臺北市區的捷徑，上下班時間和假日經常雙向塞車；跟隨駛入的大貨車和大客車等車身較高，亦對飛機下降進場造成安全顧慮。
交通部民用航空局曾於2004年行文要求臺北市政府工務局廢止本巷以維護松山機場起降安全，當時工務局另提地下化一種替代方案，但因靠近跑道頭施工困難，預估費用超高及工期需三年左右而停止；之後工務局新建工程處又考慮利用本巷西邊約200公尺的松江路581巷開闢寬15公尺、與本巷等長的計畫道路以替代，但由於臺北市政府都市發展局還在檢討規劃機場周邊轉運及機場特定區域發展計畫，故目前為止仍無任何動作。
由於上述廢止封閉、地下化及替代巷道計畫皆未實施，本巷仍維持當年開通後狀態；而復北地下道通車後本巷往來車輛大減，目前僅平日上下班尖峰時段會有較多車潮及小幅塞車。

## 「飛機巷」之由來
本巷經過松山機場範圍最西端即10跑道頭處，且和進離場航線呈90度立體十字交叉，故平日及假日皆常有民眾前來觀看飛機起降；機場夜間仍有起降且跑道燈會點亮，亦是臺北市區夜景地點之一。
相較國內其他機場，本巷更具視聽覺震撼，自1980年代假日常聚集許多賞機民眾，週休二日實施之後更加明顯。雖松山機場已在2011年11月9日於第二航廈樓頂建構類似日本大阪國際機場和東京國際機場設計的專用賞機觀景台，但其為半封閉式，面向停機坪區域有玻璃阻隔不利拍照（如過強陽光反射、雨天水珠等），且離跑道過遠僅能觀看停機坪作業班機，故本巷賞機勝地魅力不減。
2007年台灣高速鐵路通車後國內線航空需求大減，松山機場起降班機所剩無幾，當時大部分航空愛好者轉移至桃園國際機場；直到兩岸直航和日本羽田機場、韓國金浦機場航線相繼開通使飛航松山機場的航空公司增加，且松山機場地理特性讓商務航空（如私人飛機）飛航松山機場的頻率增加，起降機型開始多樣化，本巷又開始成為賞機勝地。
本巷和松江路581巷的Ｔ字型交叉路口，因機場吹東風期間所有進場飛機除直升機外均沿松江路581巷前進，於此觀看時飛機最近垂直距離僅15至20公尺，且引擎聲響巨大，由此之聽覺視覺體驗使此處成為目前最受歡迎觀賞點。

## 巷道問題和風險

### 交通和停車
本巷在當初臺北市政府設計時僅作松山機場南北兩側通行便利考量建設為雙線單向車道，寬度亦僅為一般次要道路標準（5公尺），並無設置行人專用道，故徒步前往時需注意車禍風險。
復北地下道通車前，部分臺北市民習慣於平日尖峰時段利用本巷作往返士林、大直、內湖之捷徑，造成交通堵塞問題。另由於無停車場，駕車前往者常於此違規停車。

### 起降階段之風險
本巷與松山機場進離場航線呈垂直立體交岔，故於此觀看起降過程隱藏一定風險。固定翼飛機起降時通常皆是最危險階段，若不慎起飛失敗或於下滑道降落中偏離就可能直接傷及下方人員；進場降落飛機於接近或通過本巷上空時，機身或起落架等部分零組件可能因機械故障或金屬疲勞等斷裂脫落而以飛機降落速度（時速180公里以上）砸中下方賞機民眾。故機場相關管理單位和民航局均在本巷設置大型看板和警告牌要求途經民眾不要逗留，但實際效果不大。

### 攝影之適法性

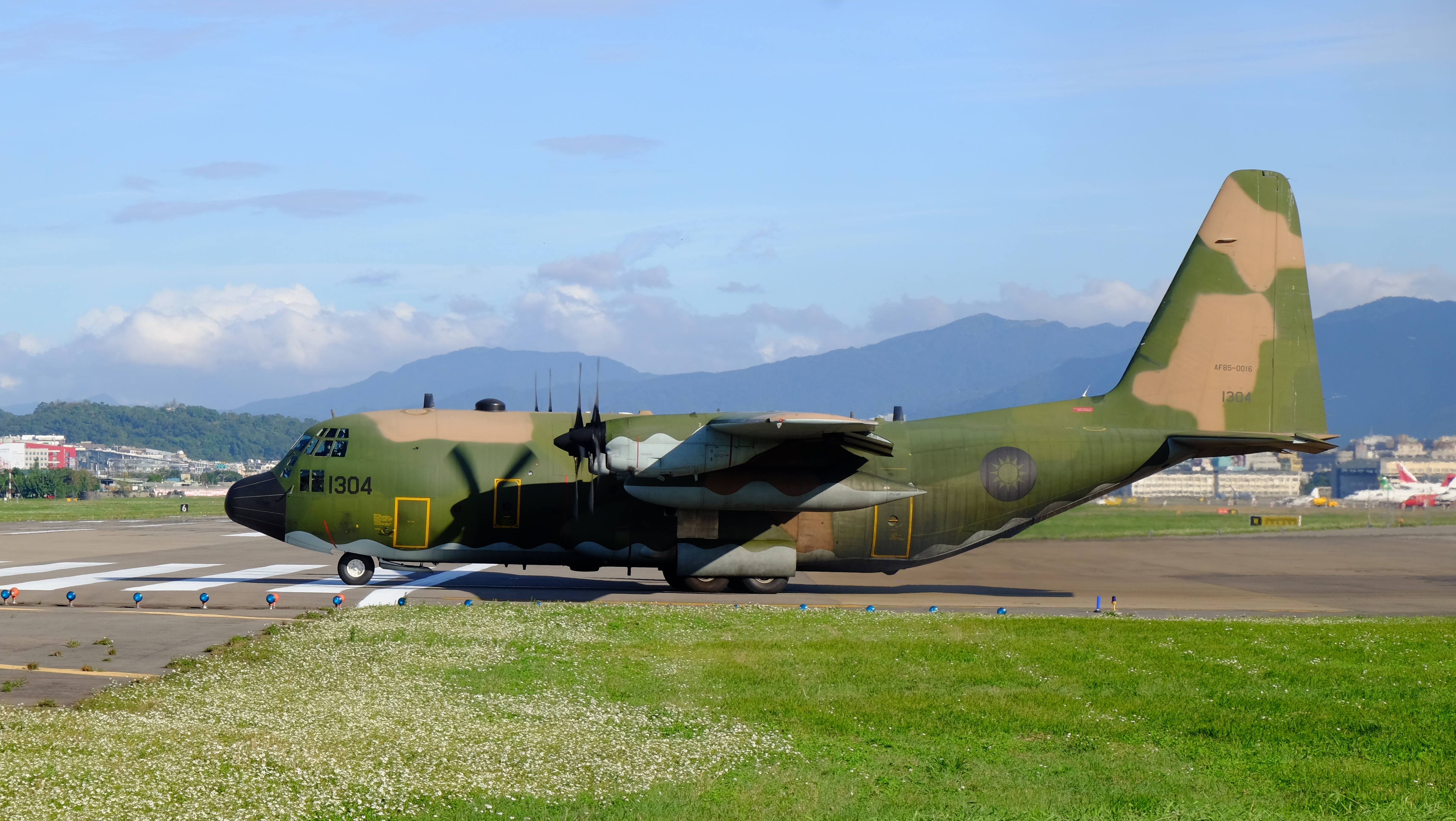
從巷口所見於松山基地跑道西端滑行的中華民國空軍C-130運輸機

松山機場為中華民國空軍和民間共用的軍民兩用機場，空軍亦在此駐有空軍作戰指揮部松山基地和隸屬的行政專機中隊，依《要塞堡壘地帶法》禁止闖入、測量、攝影、描繪、記述等行為，航空警察會不定時柔性勸說，故能否在本巷拍攝機場區域範圍內航空器一直存在爭議。
據交通部觀光局2007年8月2日發予中華民國旅行商業同業公會全國聯合會的官方宣導說明函，全臺軍民合用機場皆未經國防部核定公告為要塞堡壘地帶，故不適用上述法條，且若民眾改往第二航廈觀景台拍照攝影即無法條或規定限制，形成同一機場外圍禁止拍照但內部又可攝影的矛盾現象。

## 相關資料
- 賞機景點
- 飛機攝影
- 奇跡咖飛場
- 濱江街180巷擴寬 （页面存档备份，存于）（台北市議員楊實秋部落格節錄聯合報系新聞）
- 濱江街180巷廢止 （页面存档备份，存于）（大紀元時報新聞）
- 濱江街180巷下滑道開發被綁 （页面存档备份，存于）（中時電子報）
- 交通部觀光局發給旅行商業同業公會的要塞堡壘地帶法之解釋函（線上DOC文件，可下載）